# فلاديسلاف غرابوفيسكي
فلاديسلاف غرابوفيسكي (بالبولندية: Władysław Grabowski)‏ (و. 1883 – 1961 م) هو ممثل، من بولندا، ولد في وارسو، توفي في وارسو، عن عمر يناهز 78 عاماً.

## جوائز
حصل على جوائز منها:
- نيشان بولونيا ريستيتوتا من رتبة فارس.

## وصلات خارجية
- فلاديسلاف غرابوفيسكي على موقع IMDb (الإنجليزية)
- فلاديسلاف غرابوفيسكي على موقع أول موفي (الإنجليزية)
- فلاديسلاف غرابوفيسكي على موقع قاعدة بيانات الفيلم (الإنجليزية)